# N95 (Nederland)
De N95 was volgens de wegnummering 1957 de Nederlandse weg van Nijmegen naar Maastricht. De weg liep over de toenmalige Rijksweg 54, Rijksweg 72 en Rijksweg 75.
In 1957 werd het E-wegenstelsel ingevoerd in een aantal landen in West-Europa, waaronder Nederland. Niet alle belangrijke wegen kregen een Europees E-nummer. De belangrijke wegen zonder E-nummer kregen een nationaal N-nummer. Hiervoor werd de serie N89-N99 gebruikt om ervoor te zorgen dat de nummers niet overlapten met de (toen nog slechts administratieve) rijkswegnummers die van 1 tot en met 82 liepen.
Zo kreeg de weg van Nijmegen via Venlo en Roermond naar Maastricht het nummer N95. Bij Nijmegen sloot de N95 aan op de N93 tussen Arnhem en 's-Hertogenbosch, bij Venlo op de oude E3 tussen Eindhoven en Duisburg, bij Maasbracht op de oude E9 tussen Eindhoven en Maastricht en bij Geleen op de oude E39 tussen Hasselt en Heerlen.
De N-nummering was geen groot succes. In 1976 werd de A-nummering ingevoerd en in 1978 de nieuwe N-nummering. Daarbij werd de N95 opgesplitst in twee delen. Het deel tussen Nijmegen en Maasbracht kreeg het nummer N271 en het deel tussen Maasbracht en Maastricht het nummer A2. Sinds de ombouw van de N271 tussen Venlo en Maasbracht tot autosnelweg in 2007 draagt dat deel het nummer A73
In 1993 is de A52 overgedragen aan de provincie Gelderland. Deze heet sindsdien de N326. Na de voltooiing van de autosnelweg Eindhoven-Oss, loopt de A50 naar Eindhoven. Het traject tussen Oss en 's-Hertogenbosch heet sindsdien de A59.